# 월야초등학교
월야초등학교는 대한민국 전라남도 함평군 월야면 월야리에 있는 공립 초등학교인데, 이 학교는 일제 강점기 조선 시대였던 1925년 10월 20일에, 전남함평월야공립보통학교로 첫 개교되었다.

## 학교 연혁
- 1925년 10월 20일 월야공립보통학교 개교(설립인가 1925년 6월 3일, 지금의 월야중학교 위치)
- 1938년 4월 1일 월야공립심상소학교로 개칭
- 1941년 4월 1일 월야공립국민학교로 개칭
- 1951년 10월 20일 현 위치로 이전
- 1981년 3월 5일 병설유치원 개원
- 1994년 3월 1일 양정분교장, 광동분교장 본교에 귀속
- 1996년 3월 1일 양정분교장, 광동분교장 본교로 통폐합
- 1996년 3월 1일 월야초등학교로 개칭
- 1999년 9월 1일 월야북초등학교 통폐합
- 2015년 3월 1일 제27대 선종섭 교장 부임
- 2016년 2월 19일 제88회 졸업식 (8504명)
- 2017년 2월 17일 제89회 졸업식 (8526명)

## 참고 자료
- 월야초등학교 - 한국교육학술정보원 학교알리미